# Swift (satelita)

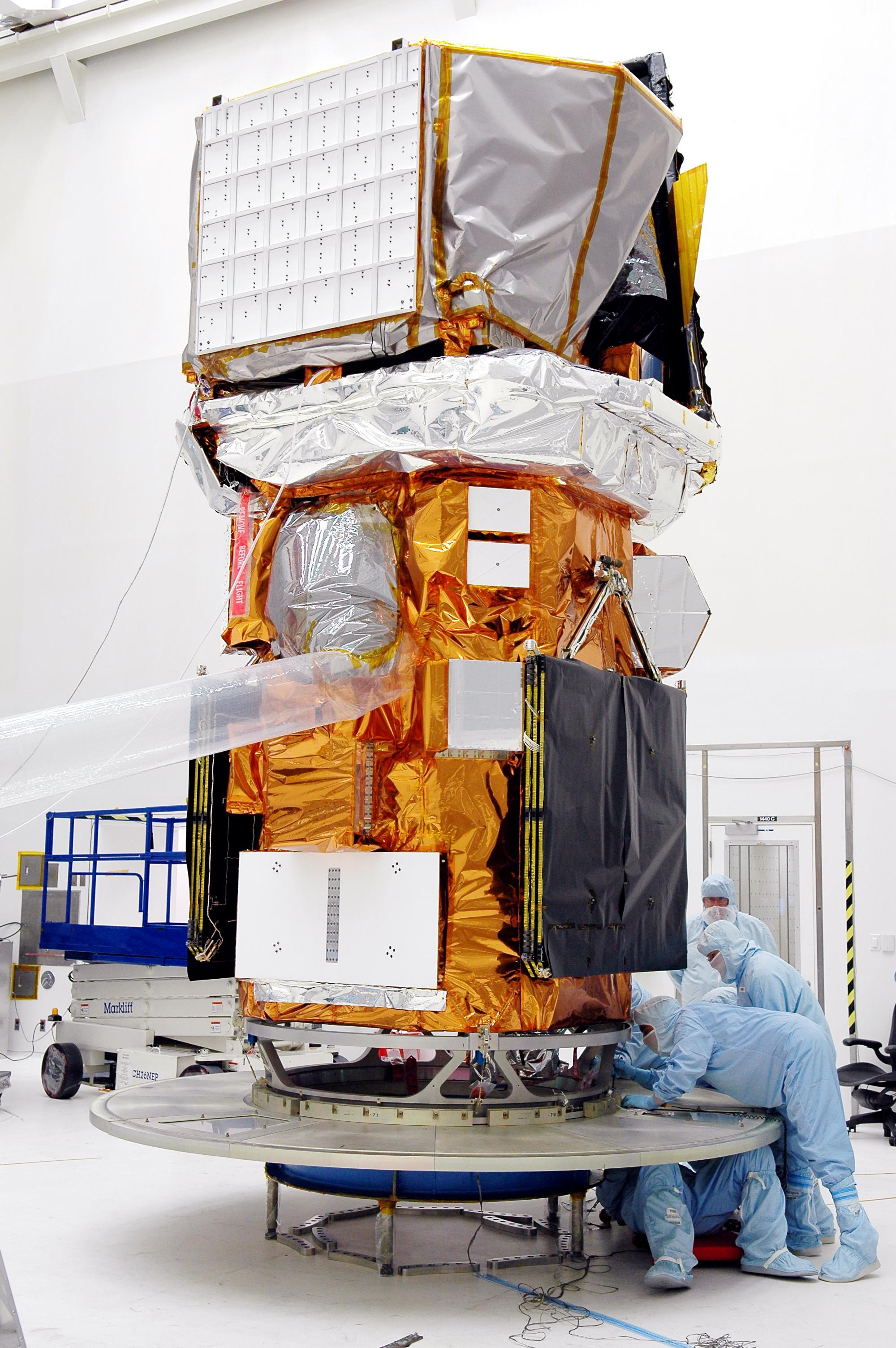
Obserwatorium Swift przed startem

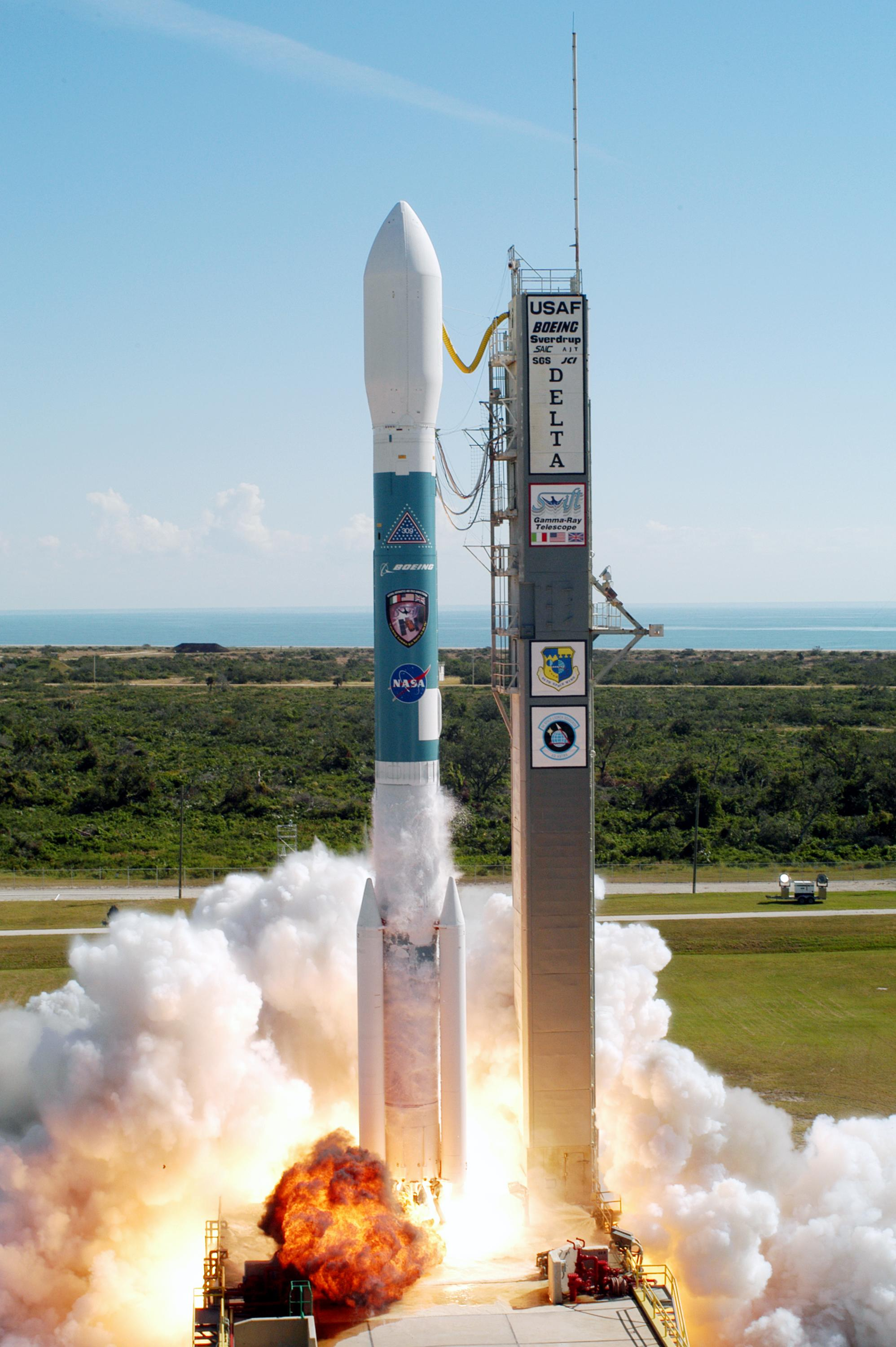
Start rakiety Delta 7320 z satelitą Swift na pokładzie

Swift – pierwsze satelitarne wielozakresowe orbitalne obserwatorium przeznaczone do badań rozbłysków promieniowania gamma. Kosmiczne obserwatorium Swift zostało wyniesione na niską okołoziemską orbitę rakietą Delta II 7320 w dniu 20 listopada 2004 przez NASA z kosmodromu na przylądku Cape Canaveral.
Obserwatorium zostało zaprojektowane do wykrywania wybuchów promieniowania gamma (ang. Gamma-ray bursts – GRB) docierającego z odległości miliardów lat świetlnych i lokalizacji na niebie tych źródeł.

## Instrumenty naukowe
Na pokładzie obserwatorium satelitarnego znajdują się trzy instrumenty:
- BAT (Burst Alert Telescope) – detektor służący do wykrywania wybuchów; obejmuje obserwacją aż dwa steradiany
- XRT (X-Ray Telescope) – detektor promieniowania X; rozdzielczość 4’
- UVOT (Ultraviolet/Optical Telescope) – ruchomy teleskop optyczny pracujący w zakresie widzialnym i ultrafiolecie

## Obserwacje
9 maja 2005 satelita Swift zarejestrował krótkotrwały wybuch promieniowania gamma, który trwał zaledwie 0,03 sekundy.
18 lutego 2006 udało się dostrzec eksplozję supernowej, położonej w odległości 440 mln lat świetlnych od Ziemi w galaktyce w gwiazdozbiorze Barana. Penetrujący kosmos satelita Swift wykrył wówczas, jak się okazało, wyjątkowo silny i długi, trwający 33 minuty rozbłysk promieni gamma. Zaobserwowany wybuch gamma, nazwany od daty jego odkrycia GRB 060218, trwał 100 razy dłużej niż większość rozbłysków GRB, co dało czas astronomom na skierowanie natychmiast w stronę zjawiska wielu spośród najpotężniejszych ziemskich teleskopów, i zarejestrowanie jego obrazów na różnych długościach fal. Obserwowanie przebiegu wybuchu promieniowania gamma w różnych częstotliwościach fal widzialnych i niewidzialnych umożliwiło dokładne zarejestrowanie śmierci potężnej gwiazdy – bo tym jest właśnie wybuch supernowej. Do tej pory wybuchy supernowych obserwowano zwykle tylko w niektórych zakresach widma fal elektromagnetycznych i od dość późnego momentu.
W marcu 2008 w gwiazdozbiorze Wolarza zarejestrowano rozbłysk gamma GRB 080319B, którego poświata była tak potężna, że można ją było dostrzec gołym okiem (o wielkości gwiazdowej ok. 5,3), chociaż do rozbłysku doszło ok. 7,3 mld lat świetlnych od nas.
23 kwietnia 2009 Swift odkrył GRB 090423 – najdalszy do tej pory zaobserwowany rozbłysk, znajdujący się w odległości 13,035 miliarda lat świetlnych od Ziemi w gwiazdozbiorze Lwa. Jeszcze dalszy rozbłysk trwający pięć sekund – GRB 090429B – uchwycony przez Burst Alert Telescope na sondzie okazał się najdalszy, jaki kiedykolwiek udało się wykryć. Błysk ten nastąpił w wyniku kolapsu i wybuchu gwiazdy 30 razy masywniejszej od Słońca w konstelacji Psy Gończe. W maju 2011, po długotrwałej analizie danych, ogłoszono, że znajduje się on w odległości 13,14 miliarda lat świetlnych, co oznacza, że rozbłysk ten miał miejsce 520 milionów lat po Wielkim Wybuchu i pierwsze gwiazdy dopiero się formowały, ale – jak widać – pierwsze zaczęły też umierać.
Do 13 kwietnia 2010 Swift odkrył 500 rozbłysków promieniowania gamma.
27 kwietnia 2013 o godzinie 3:47 czasu wschodniego Swift wykrył najpotężniejszy błysk w historii (monster-gamma-ray-burst) oznaczony symbolem GRB 130427A, którego trwający trzy sekundy pik promieniowania gamma osiągnął wartość 94 gigaelektronowolty (Gev). Przez odpowiedni system komunikacyjny satelita zaalarmował kilka teleskopów naziemnych, by skupiły się na miejscu błysku w poszukiwaniu poświaty. Teleskopy odnalazły ją i zidentyfikowały odległość od błysku – 3,6 mld lat świetlnych. To wydarzenie pozwoliło astronomom powiązać błysk z wybuchem supernowej i po raz pierwszy potwierdzić obserwacyjnie, że oba zjawiska są ze sobą ściśle związane. Wcześniej związek ten był przewidywany teoretycznie.